# أداء الشبكة
يشير أداء الشبكة إلى مقاييس نوعية خدمة شبكةٍ ما من وجهة نظر المستخدم.
هناك عدة طرق مختلفة لقياس أداء شبكة ما، إذ إن كل شبكة تختلف عن الأخرى بطبيعتها وتصميمها. قد يُنمذج الأداء أيضًا ويُحاكى بدلًا من قياسه؛ أحد الأمثلة على ذلك هو استخدام مخططات انتقال الحالة لنمذجة أداء الرتل أو لاستخدام محاكي شبكة.

## مقاييس الأداء
تعد المقاييس التالية مهمة عادةً:
- عرض النطاق المُقاس عادةً بالبت/ثانية، وهو المعدل الأعظمي للمعلومات الممكن نقلها
- معدل الإنتاجية وهو المعدل الفعلي للمعلومات المنقولة
- الكمونية وهي التأخير بين المرسل والمستقبل الذي يفك تشفيره، وهو تابع بشكل رئيسي لزمن انتقال الإشارات، ولزمن المعالجة في العقد التي تجتازها المعلومات
- تباين تقلقل الإرسال في تأخير الحزمة عند مستقبل المعلومات
- معدل الخطأ وهو عدد البتات الخاطئة التي يُعبَّر عنها من خلال نسبة أو جزء من البتات الكلية المرسلة.

### عرض النطاق
يحدد عرض حزمة القناة المتوفرة ونسبة الإشارة إلى الضجيج المطلوب تحقيقها معدلَ الإنتاجية العظمى الممكن. ليس من الممكن عمومًا إرسال بيانات أكثر من المفروض وفقًا لنظرية شانون-هارتلي.

### معدل الإنتاجية
معدل الإنتاجية هو عدد الرسائل المُسلّمة بنجاح خلال وحدة زمنية. يجري التحكم بالإنتاجية من خلال عرض النطاق المتوفر، إلى جانب نسبة الإشارة إلى الضجيج المتوفرة والقيود على التجهيزات. سيكون معنى قياس الإنتاجية في هذا المقال هو وصول أول بت من البيانات إلى المستقبل، وذلك للتفريق بين مفهوم الإنتاجية ومفهوم الكمونية. يُستخدم مصطلحا الإنتاجية وعرض النطاق في المناقشات من هذا النوع بشكل متبادل.
نافذة الزمن هي المدة الزمنية التي يُقاس خلالها معدل الإنتاجية. يشكل اختيار نافذة الزمن المناسبة جزءًا كبيرًا من حسابات معدل الإنتاجية، ويحدد أخذ الكمونية أو عدم أخذها بعين الاعتبار ما إذا كانت ستؤثر على معدل الإنتاجية أم لا.

### الكمونية
تفرض سرعة الضوء زمن انتشار أصغري على جميع الإشارات الكهرومغناطيسية. ليس من المستحيل تخفيض الكمونية المعرفة بالمعادلة أدناه:
{\displaystyle t=s/c_{m}}
حيث تشير s إلى المسافة وتشير Cm إلى سرعة الضوء في الوسط. وذلك يعني زيادة واحد ميلي ثانية في زمن الذهاب والإياب (آر تي تي) لكل مسافة 100 كم/62 ميلًا بين المضيفين.
تحدث تأخيرات أخرى أيضًا في العقد الوسيطة. قد يحدث التأخير في شبكات تحويل الحزم بسبب الانتظار في الرتل.

### تقلقل الإرسال
تقلق الإرسال هو الانحراف غير المرغوب فيه عن الشكل الدوري للإشارة الدورية المفترضة في الاتصالات عن بعد والإلكترونيات، وذلك غالبًا بالنسبة إلى إشارة ساعة مرجعية. قد يُلاحظ تقلقل الإرسال في خصائص مثل تردد النبضات المتتالية، أو مطال الإشارة، أو طور موجة الإشارة الدورية. يُعد تقلقل الإرسال عاملًا هامًا، وغير مرغوب عادةً، في تصميم جميع وصلات الاتصالات تقريبًا (مثل: يو إس بي، منفذ الملحقات الإضافية السريع (بي سي آي إكسبرس)، ساتا، أو سي-48). في تطبيقات استعادة إشارة الساعة، يُطلق عليه تقلقل إرسال التوقيت.

### معدل الخطأ
في النقل الرقمي، عدد أخطاء البتات هو عدد البتات المُستقبلة من تيار بيانات عن طريق قناة اتصال والمُعدلة نتيجة أخطاء الضجيج، أو التداخل، أو التشوه، أو تزامن البتات.
معدل أخطاء البت أو نسبة أخطاء البت (بي إي آر) هو عدد أخطاء البت مقسمة على العدد الكلي للبتات المنقولة خلال فاصل زمني مدروس. نسبة أخطاء البت هي قياس الأداء دون وحدات، ويُعبر عنها غالبًا من خلال نسبة مئوية.
احتمالية خطأ البت pe هي القيمة المتوقعة لنسبة خطأ البت. يمكن اعتبار نسبة خطأ البت تقديرًا تقريبيًا لاحتمالية خطأ البت. ويكون هذا التقدير دقيق من أجل فاصل زمني طويل وعدد كبير من أخطاء البتات.

### التأثير المتبادل للعوامل
تلعب جميع العوامل السابقة، المقترنة مع متطلبات المستخدم وتصوراته، دورًا في تحديد السرعة أو المنفعة الملموسة لاتصال شبكة ما. تتوضح العلاقة بين معدل الإنتاجية والكمونية وخبرة المستخدم بالشكل الأنسب في سياق وسط شبكي مشترك، وهي تُعد مشكلة جدولة.